# 32e législature du Canada

La distribution initiale des sièges lors de la du Canada.

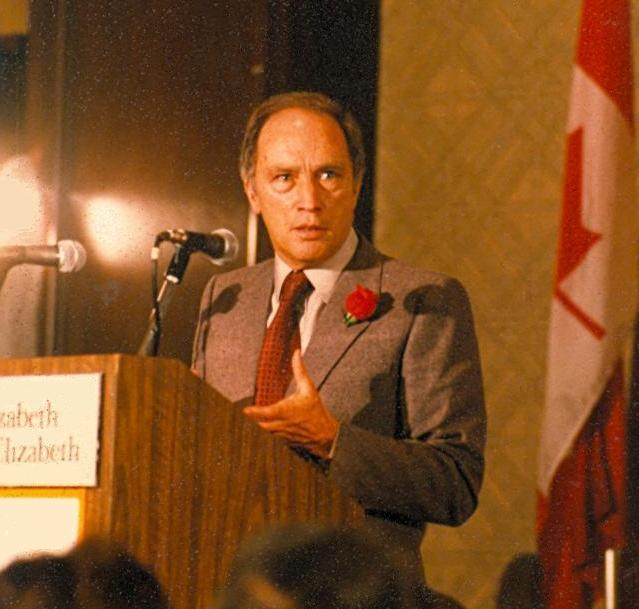
Pierre Elliott Trudeau est Premier ministre durant la majeure partie de la, avant d'être remplacé par John Napier Turner.

La 32e législature du Canada est en session du 14 avril 1980 au 9 juillet 1984. Sa composition est déterminée par les élections de 1980, tenues le 18 février 1980, et légèrement modifiée par des démissions et des élections partielles survenues avant les élections de 1984.  
Cette législature est contrôlée par une majorité parlementaire détenue par le Parti libéral d'abord son dirigé par Pierre Elliott Trudeau puis par John Napier Turner. L'opposition officielle est dirigée par le Parti progressiste-conservateur contrôlé d'abord par Joe Clark et ensuite par Brian Mulroney.
Les présidents de la Chambre sont d'abord Jeanne Sauvé puis Cyril Lloyd Francis. 
Voici les deux sessions parlementaires de la 32e législature :
| Session | Début           | Fin              |
| ------- | --------------- | ---------------- |
| 1re     | 14 avril 1980   | 30 novembre 1983 |
| 2de     | 7 décembre 1983 | 9 juillet 1984   |

## Liste des députés

### Alberta
| Circonscription      | Circonscription | Nom                    | Parti |
| -------------------- | --------------- | ---------------------- | ----- |
| Athabasca            |                 | Jack Shields           | PC    |
| Bow River            |                 | Gordon Taylor          | PC    |
| Calgary-Centre       |                 | Harvie Andre           | PC    |
| Calgary-Est          |                 | John Kushner           | PC    |
| Calgary-Nord         |                 | Frederick Wright       | PC    |
| Calgary-Ouest        |                 | Jim Hawkes             | PC    |
| Calgary-Sud          |                 | John William Thomson   | PC    |
| Crowfoot             |                 | Arnold Malone          | PC    |
| Edmonton-Est         |                 | William Yurko          | PC    |
| Edmonton-Nord        |                 | Steve Paproski         | PC    |
| Edmonton-Ouest       |                 | Marcel Lambert         | PC    |
| Edmonton-Sud         |                 | Douglas Roche          | PC    |
| Edmonton—Strathcona  |                 | David Kilgour          | PC    |
| Lethbridge—Foothills |                 | Blaine Thacker         | PC    |
| Medicine Hat         |                 | Bert Hargrave          | PC    |
| Peace River          |                 | Albert Cooper          | PC    |
| Pembina              |                 | Peter Elzinga          | PC    |
| Red Deer             |                 | Gordon Towers          | PC    |
| Vegreville           |                 | Don Mazankowski        | PC    |
| Wetaskiwin           |                 | Kenneth Schellenberger | PC    |
| Yellowhead           |                 | Joe Clark              | PC    |

### Colombie-Britannique
| Circonscription              | Circonscription | Nom                                            | Parti |
| ---------------------------- | --------------- | ---------------------------------------------- | ----- |
| Burnaby                      |                 | Svend Robinson                                 | NPD   |
| Capilano                     |                 | Ron Huntingdon                                 | PC    |
| Cariboo—Chilcotin            |                 | Lorne Greenaway                                | PC    |
| Comox—Powell River           |                 | Raymond Skelly                                 | NPD   |
| Cowichan—Malahat—Les Îles    |                 | James Manly                                    | NPD   |
| Esquimalt—Saanich            |                 | Donald Munro                                   | PC    |
| Fraser Valley East           |                 | Alexander Patterson                            | PC    |
| Fraser Valley-Ouest          |                 | Robert Wenman                                  | PC    |
| Kamloops—Shuswap             |                 | Nelson Riis                                    | NPD   |
| Kootenay-Est—Revelstoke      |                 | Sidney Parker                                  | NPD   |
| Kootenay-Ouest               |                 | Lyle Kristiansen                               | NPD   |
| Mission—Port Moody           |                 | Mark Rose (démissionne)                        | NPD   |
| Mission—Port Moody           |                 | Gerry St. Germain (élection partielle en 1983) | PC    |
| Nanaimo—Alberni              |                 | Edward Allan Miller (en)                       | NPD   |
| New Westminster—Coquitlam    |                 | Pauline Jewett                                 | NPD   |
| North Vancouver—Burnaby      |                 | Chuck Cook                                     | PC    |
| Okanagan-Nord                |                 | Vincent Dantzer                                | PC    |
| Okanagan—Similkameen         |                 | Frederick King                                 | PC    |
| Prince George—Bulkley Valley |                 | Robert McCuish                                 | PC    |
| Prince George—Peace River    |                 | Frank Oberle (père)                            | PC    |
| Richmond—Delta-Sud           |                 | Tom Siddon                                     | PC    |
| Skeena                       |                 | James Fulton                                   | NPD   |
| Surrey—White Rock—Delta-Nord |                 | Benno Friesen                                  | PC    |
| Vancouver-Centre             |                 | Pat Carney                                     | PC    |
| Vancouver-Est                |                 | Margaret Ann Mitchell                          | NPD   |
| Vancouver Kingsway           |                 | Ian Waddell                                    | NPD   |
| Vancouver Quadra             |                 | Bill Clarke                                    | PC    |
| Vancouver-Sud                |                 | John Fraser                                    | PC    |
| Victoria                     |                 | Allan McKinnon                                 | PC    |

### Île-du-Prince-Édouard
| Circonscription | Circonscription | Nom                                           | Parti |
| --------------- | --------------- | --------------------------------------------- | ----- |
| Cardigan        |                 | Daniel J. MacDonald (décédé en fonction)      | PLC   |
| Cardigan        |                 | Bennett Campbell (élection partielle en 1981) | PLC   |
| Egmont          |                 | George Henderson                              | PLC   |
| Hillsborough    |                 | Thomas McMillan                               | PC    |
| Malpeque        |                 | Melbourne Grass                               | PC    |

### Manitoba
| Circonscription      | Circonscription | Nom                                    | Parti |
| -------------------- | --------------- | -------------------------------------- | ----- |
| Brandon—Souris       |                 | Walter Dinsdale (décédé en fonction)   | PC    |
| Brandon—Souris       |                 | Lee Clark (élection partielle en 1983) | PC    |
| Churchill            |                 | Rodney Murphy                          | NPD   |
| Dauphin              |                 | Laverne Lewycky                        | NPD   |
| Lisgar               |                 | Jack Murta                             | PC    |
| Portage—Marquette    |                 | Charles Mayer                          | PC    |
| Provencher           |                 | Jake Epp                               | PC    |
| Selkirk              |                 | Terry Sargeant                         | NPD   |
| Saint-Boniface       |                 | Robert Bockstael                       | PLC   |
| Winnipeg-Nord        |                 | David Orlikow                          | NPD   |
| Winnipeg-Nord-Centre |                 | Stanley Knowles                        | NPD   |
| Winnipeg—Assiniboine |                 | Dan McKenzie                           | PC    |
| Winnipeg—Birds Hill  |                 | Bill Blaikie                           | NPD   |
| Winnipeg—Fort Garry  |                 | Lloyd Axworthy                         | PLC   |
| Winnipeg—St. James   |                 | Cyril Keeper                           | NPD   |

### Nouveau-Brunswick
| Circonscription          | Circonscription | Nom              | Parti |
| ------------------------ | --------------- | ---------------- | ----- |
| Carleton—Charlotte       |                 | Fred McCain      | PC    |
| Fundy—Royal              |                 | Robert Corbett   | PC    |
| Gloucester               |                 | Herb Breau       | PLC   |
| Madawaska—Victoria       |                 | Eymard Corbin    | PLC   |
| Moncton                  |                 | Gary McCauley    | PLC   |
| Northumberland—Miramichi |                 | Maurice Dionne   | PLC   |
| Restigouche              |                 | Maurice Harquail | PLC   |
| Saint-Jean—Lancaster     |                 | Mike Landers     | PLC   |
| Westmorland—Kent         |                 | Roméo LeBlanc    | PLC   |
| York—Sunbury             |                 | J. Robert Howie  | PC    |

### Nouvelle-Écosse
| Circonscription             | Circonscription | Nom                                         | Parti |
| --------------------------- | --------------- | ------------------------------------------- | ----- |
| Annapolis Valley—Hants      |                 | Pat Nowlan                                  | PC    |
| Cape Breton Highlands—Canso |                 | Allan MacEachen                             | PLC   |
| Cap-Breton—Richmond-Est     |                 | David Dingwall                              | PLC   |
| Cap-Breton—The Sydneys      |                 | Russell MacLellan                           | PLC   |
| Central Nova                |                 | Elmer MacKay (démissionne)                  | PC    |
| Central Nova                |                 | Brian Mulroney (élection partielle en 1983) | PC    |
| Cumberland—Colchester       |                 | Robert Coates                               | PC    |
| Dartmouth—Halifax-Est       |                 | Michael Forrestall                          | PC    |
| Halifax                     |                 | Gerald Regan                                | PLC   |
| Halifax-Ouest               |                 | Howard Crosby                               | PC    |
| South Shore                 |                 | Lloyd Crouse                                | PC    |
| South Western Nova          |                 | Coline Campbell                             | PLC   |

### Ontario
| Circonscription            | Circonscription | Nom                                                | Parti |
| -------------------------- | --------------- | -------------------------------------------------- | ----- |
| Algoma                     |                 | Maurice Foster                                     | PLC   |
| Beaches                    |                 | Neil Young                                         | NPD   |
| Brampton—Georgetown        |                 | John McDermid                                      | PC    |
| Brant                      |                 | Derek Blackburn                                    | NPD   |
| Broadview—Greenwood        |                 | Bob Rae (démissionne, devint chef du NPD ontarien) | NPD   |
| Broadview—Greenwood        |                 | Lynn McDonald (élection partielle en 1982)         | NPD   |
| Bruce—Grey                 |                 | Gary Gurbin                                        | PC    |
| Burlington                 |                 | Bill Kempling                                      | PC    |
| Cambridge                  |                 | Chris Speyer                                       | PC    |
| Cochrane                   |                 | Keith Penner                                       | PLC   |
| Davenport                  |                 | Charles Caccia                                     | PLC   |
| Don Valley-Est             |                 | David Smith                                        | PLC   |
| Don Valley-Ouest           |                 | John Bosley                                        | PC    |
| Durham—Northumberland      |                 | Allan Lawrence                                     | PC    |
| Eglinton—Lawrence          |                 | Roland de Corneille                                | PLC   |
| Elgin                      |                 | John Wise                                          | PC    |
| Erie                       |                 | Girve Fretz                                        | PC    |
| Essex—Kent                 |                 | Robert Daudlin                                     | PLC   |
| Essex—Windsor              |                 | Eugene Whelan                                      | PLC   |
| Etobicoke-Centre           |                 | Michael Wilson                                     | PC    |
| Etobicoke-Nord             |                 | Roy MacLaren                                       | PLC   |
| Etobicoke—Lakeshore        |                 | Ken Robinson                                       | PLC   |
| Glengarry—Prescott—Russell |                 | Denis Éthier                                       | PLC   |
| Grey—Simcoe                |                 | Gus Mitges                                         | PC    |
| Guelph                     |                 | James Schroder                                     | PLC   |
| Haldimand—Norfolk          |                 | Bud Bradley                                        | PC    |
| Halton                     |                 | Otto Jelinek                                       | PC    |
| Hamilton-Est               |                 | John Carr Munro                                    | PLC   |
| Hamilton Mountain          |                 | Ian Deans                                          | NPD   |
| Hamilton-Ouest             |                 | Lincoln Alexander (démissionne)                    | PC    |
| Hamilton-Ouest             |                 | Stanley Hudecki (élection partielle en 1980)       | PLC   |
| Hamilton—Wentworth         |                 | Geoffrey Scott                                     | PC    |
| Hastings—Frontenac         |                 | William Vankoughnet                                | PC    |
| Huron—Bruce                |                 | Murray Cardiff                                     | PC    |
| Kenora—Rainy River         |                 | John Mercer Reid                                   | PLC   |
| Kent                       |                 | Maurice Bossy                                      | PLC   |
| Kingston et les Îles       |                 | Flora MacDonald                                    | PC    |
| Kitchener                  |                 | Peter Lang                                         | PLC   |
| Lambton—Middlesex          |                 | Ralph Ferguson                                     | PLC   |
| Lanark—Renfrew—Carleton    |                 | Paul Dick                                          | PC    |
| Leeds—Grenville            |                 | Thomas Cossitt (décédé en fonction)                | PC    |
| Leeds—Grenville            |                 | Jennifer Cossitt (élection partielle en 1982)      | PC    |
| Lincoln                    |                 | Bryce Mackasey                                     | PLC   |
| London-Est                 |                 | Charles Turner                                     | PLC   |
| London-Ouest               |                 | Judd Buchanan] (démissionne)                       | PLC   |
| London-Ouest               |                 | Jack Burghardt (élection partielle en 1981)        | PLC   |
| London—Middlesex           |                 | Garnet Bloomfield                                  | PLC   |
| Mississauga-Nord           |                 | Douglas Fisher                                     | PLC   |
| Mississauga-Sud            |                 | Donald Blenkarn                                    | PC    |
| Nepean—Carleton            |                 | Walter Baker                                       | PC    |
| Niagara Falls              |                 | Al MacBain                                         | PLC   |
| Nickel Belt                |                 | Judy Erola                                         | PLC   |
| Nipissing                  |                 | Jean-Jacques Blais                                 | PLC   |
| Northumberland             |                 | George Hees                                        | PC    |
| Ontario                    |                 | Thomas Fennell                                     | PC    |
| Oshawa                     |                 | Ed Broadbent                                       | NPD   |
| Ottawa—Carleton            |                 | Jean-Luc Pépin                                     | PLC   |
| Ottawa-Centre              |                 | John Evans                                         | PLC   |
| Ottawa-Ouest               |                 | Cyril Lloyd Francis                                | PLC   |
| Ottawa—Vanier              |                 | Jean-Robert Gauthier                               | PLC   |
| Oxford                     |                 | Bruce Halliday                                     | PC    |
| Parkdale—High Park         |                 | Jesse Flis                                         | PLC   |
| Parry Sound—Muskoka        |                 | Stan Darling                                       | PC    |
| Perth                      |                 | William Jarvis                                     | PC    |
| Peterborough               |                 | Bill Domm                                          | PC    |
| Prince Edward—Hastings     |                 | John Ellis                                         | PC    |
| Renfrew—Nipissing—Pembroke |                 | Len Hopkins                                        | PLC   |
| Rosedale                   |                 | David Crombie                                      | PC    |
| Sarnia                     |                 | Bud Cullen                                         | PLC   |
| Sault Ste. Marie           |                 | Ron Irwin                                          | PLC   |
| Scarborough-Centre         |                 | Norm Kelly                                         | PLC   |
| Scarborough-Est            |                 | Gordon Gilchrist                                   | PC    |
| Scarborough-Ouest          |                 | David Weatherhead                                  | PLC   |
| Simcoe-Nord                |                 | Doug Lewis                                         | PC    |
| Simcoe-Sud                 |                 | Ronald Stewart                                     | PC    |
| Spadina                    |                 | Peter Stollery (nommé au Sénat)                    | PLC   |
| Spadina                    |                 | Dan Heap (élection partielle en 1981)              | NPD   |
| St. Catharines             |                 | Joseph Reid                                        | PC    |
| St. Paul's                 |                 | John Roberts                                       | PLC   |
| Stormont—Dundas            |                 | Ed Lumley                                          | PLC   |
| Sudbury                    |                 | Douglas Frith                                      | PLC   |
| Thunder Bay—Atikokan       |                 | Paul McRae                                         | PLC   |
| Thunder Bay—Nipigon        |                 | Jack Masters                                       | PLC   |
| Timiskaming                |                 | Bruce Lonsdale (décédé en fonction)                | PLC   |
| Timiskaming                |                 | John MacDougall (élection partielle en 1982)       | PC    |
| Timmins—Chapleau           |                 | Ray Chénier                                        | PLC   |
| Trinity                    |                 | Aideen Nicholson                                   | PLC   |
| Victoria—Haliburton        |                 | William Scott                                      | PC    |
| Waterloo                   |                 | Walter Maclean                                     | PC    |
| Welland                    |                 | Gilbert Parent                                     | PLC   |
| Wellington—Dufferin—Simcoe |                 | Perrin Beatty                                      | PC    |
| Willowdale                 |                 | Jim Peterson                                       | PLC   |
| Windsor-Ouest              |                 | Herb Gray                                          | PLC   |
| Windsor—Walkerville        |                 | Mark MacGuigan                                     | PLC   |
| York-Centre                |                 | Bob Kaplan                                         | PLC   |
| York-Est                   |                 | David Collenette                                   | PLC   |
| York-Nord                  |                 | John Gamble                                        | PC    |
| York-Ouest                 |                 | James Fleming                                      | PLC   |
| York—Peel                  |                 | Sinclair Stevens                                   | PC    |
| York—Scarborough           |                 | Paul Cosgrove                                      | PLC   |
| York-Sud—Weston            |                 | Ursula Appolloni                                   | PLC   |

### Québec
| Circonscription                  | Circonscription | Nom                                                           | Parti |
| -------------------------------- | --------------- | ------------------------------------------------------------- | ----- |
| Abitibi                          |                 | René Gingras                                                  | PLC   |
| Argenteuil                       |                 | Robert Gourd                                                  | PLC   |
| Beauce                           |                 | Normand Lapointe                                              | PLC   |
| Beauharnois—Salaberry            |                 | Gérald Laniel                                                 | PLC   |
| Bellechasse                      |                 | Alain Garant                                                  | PLC   |
| Berthier—Maskinongé              |                 | Antonio Yanakis                                               | PLC   |
| Blainville—Deux-Montagnes        |                 | Francis Fox                                                   | PLC   |
| Bonaventure—Îles-de-la-Madeleine |                 | Rémi Bujold                                                   | PLC   |
| Bourassa                         |                 | Carlo Rossi                                                   | PLC   |
| Chambly                          |                 | Raymond Dupont                                                | PLC   |
| Champlain                        |                 | Michel Veillette                                              | PLC   |
| Charlesbourg                     |                 | Pierre Bussières                                              | PLC   |
| Charlevoix                       |                 | Charles Lapointe                                              | PLC   |
| Châteauguay                      |                 | Ian Watson                                                    | PLC   |
| Chicoutimi                       |                 | Marcel Dionne                                                 | PLC   |
| Dollard                          |                 | Louis R. Desmarais                                            | PLC   |
| Drummond                         |                 | Yvon Pinard                                                   | PLC   |
| Duvernay                         |                 | Yves Demers                                                   | PLC   |
| Frontenac                        |                 | Léopold Corriveau                                             | PLC   |
| Gamelin                          |                 | Arthur Portelance                                             | PLC   |
| Gaspé                            |                 | Alexandre Cyr                                                 | PLC   |
| Gatineau                         |                 | René Cousineau                                                | PLC   |
| Hochelaga-Maisonneuve            |                 | Serge Joyal                                                   | PLC   |
| Hull                             |                 | Joseph Isabelle                                               | PLC   |
| Joliette                         |                 | Roch La Salle (démissionne, devint chef de l'Union nationale) | PC    |
| Joliette                         |                 | Roch La Salle (élection partielle en 1981)                    | PC    |
| Jonquière                        |                 | Gilles Marceau                                                | PLC   |
| Kamouraska—Rivière-du-Loup       |                 | Rosaire Gendron                                               | PLC   |
| Labelle                          |                 | Maurice Dupras                                                | PLC   |
| Lac-Saint-Jean                   |                 | Pierre Gimaïel                                                | PLC   |
| Lachine                          |                 | Roderick Blaker                                               | PLC   |
| Langelier                        |                 | Joseph Gilles Lamontagne                                      | PLC   |
| La Prairie                       |                 | Pierre Deniger                                                | PLC   |
| Lasalle                          |                 | John Campbell                                                 | PLC   |
| Laurier                          |                 | David Berger                                                  | PLC   |
| Laval                            |                 | Marcel-Claude Roy                                             | PLC   |
| Laval-des-Rapides                |                 | Jeanne Sauvé                                                  | PLC   |
| Lévis                            |                 | Raynald Guay (démissionne)                                    | PLC   |
| Lévis                            |                 | Gaston Gourde (élection partielle en 1981)                    | PLC   |
| Longueuil                        |                 | Jacques Olivier                                               | PLC   |
| Lotbinière                       |                 | Jean-Guy Dubois                                               | PLC   |
| Louis-Hébert                     |                 | Dennis Dawson                                                 | PLC   |
| Manicouagan                      |                 | André Maltais                                                 | PLC   |
| Matapédia—Matane                 |                 | Pierre de Bané                                                | PLC   |
| Mégantic—Compton—Stanstead       |                 | Claude Tessier                                                | PLC   |
| Mercier                          |                 | Céline Hervieux-Payette                                       | PLC   |
| Missisquoi                       |                 | André Bachand                                                 | PLC   |
| Montmorency                      |                 | Louis Duclos                                                  | PLC   |
| Mont-Royal                       |                 | Pierre Trudeau                                                | PLC   |
| Notre-Dame-de-Grâce              |                 | Warren Allmand                                                | PLC   |
| Outremont                        |                 | Marc Lalonde                                                  | PLC   |
| Papineau                         |                 | André Ouellet                                                 | PLC   |
| Pontiac—Gatineau—Labelle         |                 | Thomas Lefebvre                                               | PLC   |
| Portneuf                         |                 | Rolland Dion                                                  | PLC   |
| Québec-Est                       |                 | Gérard Duquet                                                 | PLC   |
| Richelieu                        |                 | Jean-Louis Leduc                                              | PLC   |
| Richmond                         |                 | Alain Tardif                                                  | PLC   |
| Rimouski                         |                 | Eva Côté                                                      | PLC   |
| Roberval                         |                 | Suzanne Beauchamp-Niquet                                      | PLC   |
| Rosemont                         |                 | Claude-André Lachance                                         | PLC   |
| Saint-Denis                      |                 | Marcel Prud'homme                                             | PLC   |
| Saint-Henri—Westmount            |                 | Donald Johnston                                               | PLC   |
| Saint-Hyacinthe                  |                 | Marcel Ostiguy                                                | PLC   |
| Saint-Jacques                    |                 | Jacques Guilbault                                             | PLC   |
| Saint-Jean                       |                 | Paul-André Massé                                              | PLC   |
| Saint-Léonard—Anjou              |                 | Monique Bégin                                                 | PLC   |
| Saint-Maurice                    |                 | Jean Chrétien                                                 | PLC   |
| Saint-Michel                     |                 | Marie Thérèse Killens                                         | PLC   |
| Sainte-Marie                     |                 | Jean-Claude Malépart                                          | PLC   |
| Shefford                         |                 | Jean Lapierre                                                 | PLC   |
| Sherbrooke                       |                 | Irénée Pelletier                                              | PLC   |
| Témiscamingue                    |                 | Henri Tousignant                                              | PLC   |
| Terrebonne                       |                 | Joseph-Roland Comtois                                         | PLC   |
| Trois-Rivières                   |                 | Claude G. Lajoie                                              | PLC   |
| Vaudreuil                        |                 | Harold Thomas Herbert                                         | PLC   |
| Verchères                        |                 | Bernard Loiselle                                              | PLC   |
| Verdun                           |                 | Pierre Raymond Savard                                         | PLC   |

### Saskatchewan
| Circonscription             | Circonscription | Nom                | Parti |
| --------------------------- | --------------- | ------------------ | ----- |
| Assiniboia                  |                 | Leonard Gustafson  | PC    |
| Humboldt—Lake Centre        |                 | Vic Althouse       | NPD   |
| Kindersley—Llyodminster     |                 | Bill McKnight      | PC    |
| Mackenzie                   |                 | Stanley Korchinski | PC    |
| Moose Jaw                   |                 | Douglas Neil       | PC    |
| Prince Albert               |                 | Stanley Hovdebo    | NPD   |
| Qu'Appelle—Moose Mountain   |                 | Alvin Hamilton     | PC    |
| Regina-Est                  |                 | Simon De Jong      | NPD   |
| Regina-Ouest                |                 | Leslie Benjamin    | NPD   |
| Saskatoon-Est               |                 | Robert Ogle        | NPD   |
| Saskatoon-Ouest             |                 | Ray Hnatyshyn      | PC    |
| Swift Current—Maple Creek   |                 | Frank Hamilton     | PC    |
| The Battlefords—Meadow Lake |                 | Douglas Anguish    | NPD   |
| Yorkton—Melville            |                 | Lorne Nystrom      | NPD   |

### Terre-Neuve
| Circonscription                | Circonscription | Nom           | Parti |
| ------------------------------ | --------------- | ------------- | ----- |
| Bonavista—Trinity—Conception   |                 | Dave Rooney   | PLC   |
| Burin—St. George's             |                 | Roger Simmons | PLC   |
| Gander—Twillingate             |                 | George Baker  | PLC   |
| Grand Falls—White Bay—Labrador |                 | Bill Rompkey  | PLC   |
| Humber—Port au Port—St. Barbe  |                 | Brian Tobin   | PLC   |
| St. John's-Est                 |                 | James McGrath | PC    |
| St. John's-Ouest               |                 | John Crosbie  | PC    |

### Territoires du Nord-Ouest
| Circonscription | Circonscription | Nom                                          | Parti |
| --------------- | --------------- | -------------------------------------------- | ----- |
| Nunatsiaq       |                 | Peter Ittinuar                               | NPD   |
| Nunatsiaq       |                 | Peter Ittinuar (traverse le parquet en 1982) | PLC   |
| Western Arctic  |                 | Dave Nickerson                               | PC    |

### Yukon
| Circonscription | Circonscription | Nom          | Parti |
| --------------- | --------------- | ------------ | ----- |
| Yukon           |                 | Erik Nielsen | PC    |

## Sources
- Site web du Parlement du Canada

- (en) Cet article est partiellement ou en totalité issu de l’article de Wikipédia en anglais intitulé « 32nd Canadian Parliament » (voir la liste des auteurs).